# Capela de Nossa Senhora do Pé da Cruz (Monchique)
A Capela de Nossa Senhora do Pé da Cruz, igualmente conhecida como Capela do Pé da Cruz, é um edifício na vila de Monchique, na região do Algarve, em Portugal.

## Descrição e história

Fotografia do interior da capela, em Junho de 2024.

A capela está situada a cerca de um quilómetro de distância do centro da vila de Monchique, junto à estrada nacional. Foi dedicada a Nossa Senhora do Pé da Cruz, cujas festas são organizadas anualmente junto da capela, em 3 de Maio. O edifício é de reduzidas dimensões, sendo de destacar, no interior, as imagens de Nossa Senhora do Pé da Cruz, São José, e São João Evangelista.
A capela foi construída em 1680. Entre Dezembro de 2015 e Janeiro de 2016, o edifício albergou uma exposição de presépios, evento organizado no âmbito do programa Monchique Serra Natal.